# Saint-Léonard (Pas-de-Calais)
Saint-Léonard é uma comuna francesa na região administrativa de Altos da França, no departamento de Pas-de-Calais. Estende-se por uma área de 3,4 km². Em 2010 a comuna tinha 3 445 habitantes (densidade: 1 013,2 hab./km²).